# Periploca teres
Espèce
Periploca teres est une espèce nord-américaine de lépidoptères (papillons) de la famille des Cosmopterigidae.
Elle est recensée en Arizona[réf. souhaitée].